# Norbert Henning
Norbert Henning (* 12. Juli 1896 in Hundeshagen, Landkreis Eichsfeld; † 4. Dezember 1985 in Erlangen) war ein deutscher Internist.

## Leben
Henning nahm nach abgelegtem Abitur als Kriegsfreiwilliger am Ersten Weltkrieg teil, wobei er 1915 und 1917 durch Granatsplitter verwundet wurde. Danach absolvierte er ein Studium der Medizin an den Universitäten Leipzig, Göttingen und Freiburg. 1922 absolvierte Norbert Henning das Staatsexamen sowie Physikum in Freiburg und erhielt die Approbation als Arzt in Karlsruhe, ein Jahr später promovierte er zum Dr. med. an der Universität Freiburg.
Seine erste Stelle bekleidete Norbert Henning 1923 als Assistent an der Inneren Abteilung im Krankenhaus St. Vincentius in Karlsruhe. Noch im gleichen Jahr wechselte er als wissenschaftlicher Assistent an das Robert Koch-Institut sowie als Assistent an die Infektionen-Abteilung des staatlichen Rudolf-Virchow-Krankenhauses nach Berlin. Diese Beschäftigungsverhältnisse hatte er bis 1926 inne, dem Jahr als ihm der Nachweis der Tröpfcheninfektion mit hämolysierenden Streptokokken bei einer endemischen Masernpneumonie gelang. 1927 nahm Henning das Angebot für eine Assistentenstelle an der medizinischen Universitätsklinik Leipzig wahr. 1929 erfolgte seine Ernennung zum Oberarzt des Krankenhauses St. Jacob in Leipzig.
Ebenfalls 1929 habilitierte er sich als Privatdozent für Innere Medizin an der Medizinischen Fakultät der Universität Leipzig. Ab dieser Zeit erforschte und entwickelte Henning unter anderem Methoden der zur Diagnose von Magenerkrankungen durchgeführten Bauchspiegelung. Ab 1932 publizierte er auch über von ihm entwickelte Verfahren und Geräte zur Magenspiegelung. Mit Rudolf Schindler führte er 1932 das dafür dienende erste flexible Gastroskop ein. Der von Henning 1932 gemeinsam mit Leo Norpoth bei Patienten mit einem Geschwür des Zwölffingerdarms erbrachte Nachweis der Bildung von Magensaft während des Schlafes wurde Grundlage für die erfolgreiche Anwendung des therapeutischen Verfahrens der Vagotomie.
1935 wurde Norbert Henning, der zum 1. Mai 1933 der NSDAP beigetreten (Mitgliedsnummer 2.984.755) sowie Sturmbannarzt der SA war, in Leipzig die außerplanmäßige Professur übertragen, die er bis 1949 ausfüllte. Zudem wirkte Henning zwischen 1936 und 1937 als Leitender Arzt der Inneren Abteilung des Städtischen Krankenhauses Fürth.
1949 trat Henning eine außerordentliche Professur für Innere Medizin an der Universität Würzburg an. 1953 folgte er einem Ruf auf den Lehrstuhl für Innere Medizin an der Universität Erlangen, den er bis zu seiner Emeritierung 1966 innehatte. Während seiner Zeit in Würzburg und Erlangen war er gleichzeitig als Klinikdirektor der Universitätskliniken eingesetzt.
Henning – sein besonderes Forschungsinteresse galt den Verdauungskrankheiten, Blutkrankheiten sowie Infektionskrankheiten – war seit 1927 mit der Assistentin an der dermatologischen Universitätsklinik Leipzig Lydia geborene Menke verheiratet. Norbert Henning wurde als Mitglied in die Deutsche Akademie der Naturforscher Leopoldina aufgenommen und führte von 1953 bis 1955 den Vorsitz der Deutschen Gesellschaft für Verdauungs- und Stoffwechselkrankheiten.

## Ehrungen
- 1972: Großes Verdienstkreuz der Bundesrepublik Deutschland

## Schriften (Auswahl)
- Über einen Fall von Acrodermatitis atrophicans und Sklerodermie, Dissertation. 1923.
- Die Bakterienbesiedlung des gesunden und kranken Magens, Habilitationsschrift. 1930.
- Die Entzündung des Magens. J. A. Barth, Leipzig, 1934.
- Lehrbuch der Gastroskopie. J. A. Barth, Leipzig, 1935.
- Praktische Ergebnisse neuer klinischer Forschung. Schattauer, Stuttgart 1962.
- als Hrsg.: Klinische Laboratoriumsdiagnostik. Urban & Schwarzenberg, München/Berlin/Wien 1958; 3. Aufl. ebenda 1966, ISBN 3-541-01053-3.
- Mit Siegfried Witte: Atlas der gastroenterologischen Zytodiagnostik. 2., überarbeitete und erweiterte Auflage, Thieme, Stuttgart 1968.